# Хипнични трзај
Хипнични трзај, познат и као хипнагогички трзај, почетак сна, трзај сна или миоклонични трзај, јесте кратка и изненадна невољна контракција мишића тијела која се јавља када особа ступа у сан, што често доводи до тога да особа скочи и пробуди се изненада на тренутак. Хипнички трзаји су један облик невољних трзаја мишића који се назива миоклонија.
Физички, хипнички трзаји подсјећају на „скок” који доживи особа када се запрепасти, понекад праћен осјећајем пада. Хипнички трзаји су повезани са убрзаним откуцајима срца, убрзаним дисањем, знојењем, а понекад и „посебним чулним осјећајем ’шока’ и ’пада у празнину’”. Такође, може бити праћен живописним искуством из снова или халуцинацијом. Већа појава је пријављена код људи са неправилним распоредом спавања. Такође, познато је да мушкарци ово доживљавају чешће него жене. Када су нарочито јаки и чести, хипнички трзаји су пријављени као узрок несанице која почиње у сну.
Хипнички трзај је уобичајени физиолошки феномен. Око 70% људи их доживљава барем једном у животу, а 10% их доживљава свакодневно. Бенигни су и не изазивају неуролошке секвеле.